# Nazionale maschile di pallanuoto del Cile
La nazionale di pallanuoto maschile del Cile è la rappresentativa nazionale cilena nelle competizioni internazionali maschili di pallanuoto.

## Storia
Nazionale di terza fascia, vanta una sola presenza ai Giochi Olimpici.

## Risultati
Olimpiadi
- 1948 13°

Giochi panamericani
- 2023 8º

## Formazioni
Giochi olimpici - Londra 1948T. Salah • L. Aguirrebeña • Froimovich • P. Aguirrebeña • Hurtado • J. Salah • Törnvall • Martínez • A. Herrera • Trupp, CT: -